# Affaire du pétrolier Essex
 (juin 2011).
Si vous disposez d'ouvrages ou d'articles de référence ou si vous connaissez des sites web de qualité traitant du thème abordé ici, merci de compléter l'article en donnant les références utiles à sa vérifiabilité et en les liant à la section « Notes et références ».
L'affaire du pétrolier Essex est une fraude visant à contourner l'embargo de l'ONU sur le pétrole irakien.
Portant sur 500 000 barils de pétrole irakien, en 2001, cette fraude en cours d'instruction par le juge Philippe Courroye, associe le courtier hollando-suisse Trafigura, fondée par Eric de Turckheim et Claude Dauphin et la société Ibex Energy dirigée par Jean-Paul Cayre.
Pour contourner l'embargo, le pétrole de contrebande avait été chargé en surplus (technique du « surlifting ») à bord du supertanker Essex. L'Essex fut intercepté par les autorités américaines aux larges des Antilles.
Le 25 mai 2006, devant un tribunal de Houston (Texas), Trafigura a plaidé coupable et reconnu avoir violé la loi fédérale américaine et l’embargo des Nations unies dans le cadre du programme Pétrole contre nourriture. Trafigura a accepté de payer deux fois 9,9 millions de dollars d’amende. La première tranche de cette somme correspond aux profits tirés de ces ventes frauduleuses et la seconde à des pénalités.